# سعد بوعقبة
سعد بوعقبة كاتب صحفي ومحلل سياسي يشتغل في الخبر الجزائرية من مواليد مدينة عزابة بولاية سكيكدة عام 1946 ويكتب مقالات في عموده اليومي نقطة نظام، اشتغل لعدة سنوات من قبل لصالح جريدة جريدة الفجر الجزائرية وجريدة الشروق اليومي وجريدة اليوم. يعتبر ذا أسلوب ساخر نوعا ما معجب بالصحفي المصري محمد حسنين هيكل.

## بداياته مع الصحافة
كانت بداياته في مجلة المجاهد لسان حال حزب جبهة التحرير الوطني ثم انتقل إلى جريدة الشعب والوحدة لسان الشبيبة الجزائرية بعمود 
نقطة نظام وبلا نظارات ومنها إلى جريدة المساء وكان رئيس تحريرها لوقت من الزمن قبل أن ينتقل إلى الصحف الخاصة بدا بالشروق العربي والشروق اليومي واليوم ثم العودة إلى الشروق والخبر وغيرها، تعرض للسجن وكثير من المتابعات....
له عدة مقالات في جرائد ومجلات عربية منها قناة العربية

## أسلوبه
يتمتع بأسلوب ساخر يستهويه القراء وخصوصا حين يتحدث عن المناسبات المهمة كالانتخابات الرئاسية أو تعديل الدستور أو مرض بوتفليقة وله اليد الطولى في المرافعات النقدية للقوانين، ومنع من الكتابة عدة مرات ولعل اشهرها

## التضييق على كتاباته
لا تعجب كتابات سعد بوعقبة وجرأته الكثيرين ويرون فيها مساسا بهم ولقد منع من الكتابة في أبريل 2012 بعد مقاله في صحيفة الفجر المعنون«لا تصدقو» الذي تكلم فيه عن ترشح صهيب بن الشيخ للبرلمان رغم أنه كان مرشحًا للانتخابات الرئاسية الفرنسية عام 2007 وهذا ما جعل صحيفة الفجر تحذف مقاله وأيضا في 18 أكتوبر رفعت عليه السلطات الجزائرية دعوى بسبب مقاله في جريدة الخبر المعنون «هل نحن في حاجة إلى خبرة دولية لتنظيم الجنائز؟» الذي يتكلم فيه عن زيارة نائب وزير الدفاع إلى فيتنام لحضور جنازة الجنرال جياب ما فسرته السلطة أنه يلمح إلى جنازة بوتفليقة، كتاباته الساخرة من نظام الأمر الواقع في الجزائر إلا أن مقالاته أمست لا تجدي نفعا ولا تحرك ساكنا لتعود النظام وتأقلمه معها كباقي المزعجات مثل الكاريكاتور والقنوات الخاصة التي تأقلم معها النظام بنظرية (اتركه ينبح حتى يمل)
منع من مواصلة الكتابة في الفجر بعد مقاله “لا تُصدقوا”
في 8 سبتمبر 2018، اعتقل من طرف مصالح أمن قسنطينة إلى جانب زبيدة عسول مسؤولة حركة المواطنة وإضافة إلى علي بنواري المترشح لرئاسيات 2014 ووزير سابق في عهد الشاذلي بن جديد.
اختفى عمود «نقطة نظام» في جريدة “الخبر اليومي” للصحفي سعد بوعقبة وكان آخر مقال له صادر يوم الأربعاء 26 فيفري 2020، بعنوان «محنة الإعلام في الجزائر».

## نقد
يُتهم سعد بوعقبة بجعل قلمه وسيلة للابتزاز والمساومة، وخاصة عندما كان يقود أبرز صحف الحزب الواحد. ومنها قصة ابتزازه وزير الخارجية الأسبق أحمد عطاف عبر عدة مقالات، إلى أن أقحمت ابنته في السلك الدبلوماسي، وتحوّلت سريعًا قنصل مثّلت الجزائر في عواصم عديدة. بالإضافة إلى تشييد عدة عقارات في مختلف الأحياء الراقية بالعاصمة. كما انتقده عبد الرزاق مقري رئيس حركة مجتمع السلم قائلًا «من حق بوعقبة أن لا يوافق رأي غيره ومن حقه أيضا أن يناقش أصحابه ويرده فكريا وسياسيا ولكن ليس من حقه أن يشتم الناس و"يعايرهم". لأنّ استغلال المنبر الإعلامي للاعتداء على الناس».